# Komenda Wojewódzka Państwowej Straży Pożarnej

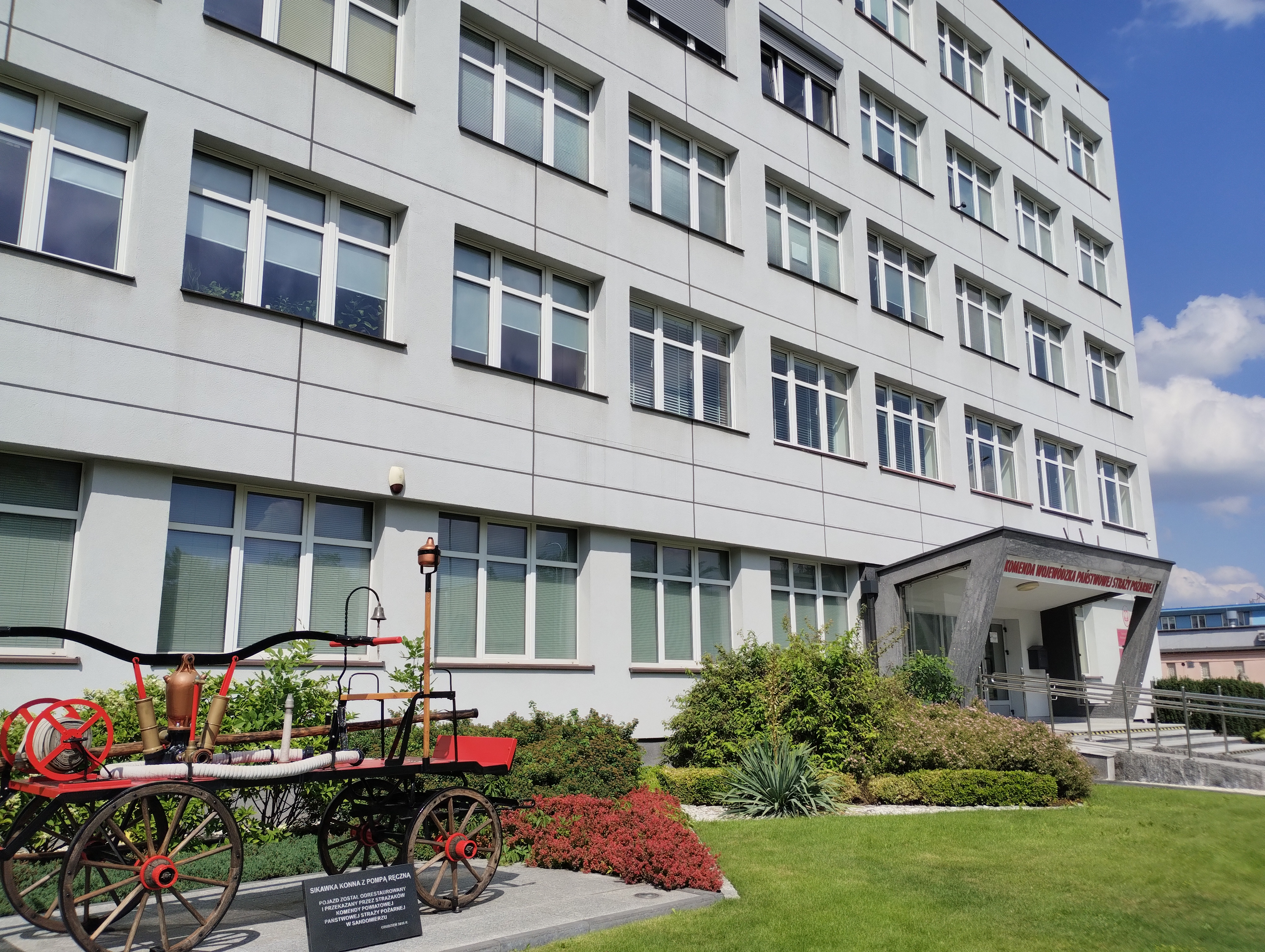
Komenda Wojewódzka Państwowej Straży Pożarnej w Kielcach

Komenda Wojewódzka Państwowej Straży Pożarnej (KW PSP) – typ jednostki organizacyjnej Państwowej Straży Pożarnej działającej na terenie województwa, na terenie którego znajduje się jego siedziba.

## Organizacja i zadania
Komenda Wojewódzka Państwowej Straży Pożarnej jako jednostka organizacyjna PSP jest podległa Ministerstwu Spraw Wewnętrznych i Administracji. W skład jednostki mogą wchodzić instytuty szkoleniowe.
Komendanta wojewódzkiego Państwowej Straży Pożarnej powołuje spośród oficerów PSP minister właściwy do spraw wewnętrznych na wniosek komendanta głównego PSP złożony po uzyskaniu zgody wojewody, natomiast odwołuje minister właściwy do spraw wewnętrznych po zasięgnięciu opinii przedstawiciela Rady Ministrów w województwie. Zastępców komendanta wojewódzkiego PSP powołuje (z szeregów oficerów PSP) i odwołuje komendant główny Państwowej Straży Pożarnej na wniosek komendanta wojewódzkiego PSP.